# Bitwa na barykadzie wozów
Bitwa na barykadzie wozów (ang. Wagon Box Fight) – starcie zbrojne, które miało miejsce 2 sierpnia 1867 w trakcie wojny Czerwonej Chmury, między żołnierzami Stanów Zjednoczonych w sile 32 żołnierzy (w tym 6 drwali) pod dowództwem kapitana Jamesa Powella a przeważającymi siłami konnych i pieszych Dakotów pod wodzą Czerwonej Chmury. Do bitwy doszło w pobliżu Fort Phil Kearny, na terytorium stanu Wyoming.

## Bitwa
Żołnierze Powella, służący jako zbrojna eskorta oddziału drwali ścinających drzewa na budowę fortu i na opał, bronili się w barykadzie utworzonej ze skrzyń i 14 wozów ustawionych jeden za drugim w kształt owalu. Na tak skonstruowaną barykadę Indianie w sile około 1–2 tysięcy wojowników przypuszczali kilka nieudanych ataków. Podczas bitwy trwającej pięć godzin Powell stracił 5 ludzi, a dwóch zostało poważnie zranionych. Według jego raportu zabito około 60 Indian i raniono 120 (publikowane w tym czasie liczby osiągały wartości nawet 1100 zabitych). Dysproporcje w stratach oraz fakt przeżycia garstki żołnierzy wiążą się z użyciem przez żołnierzy amerykańskich odtylcowych karabinów Springfielda kaliber .50, w które zostali zaopatrzeni po klęsce Fettermana. Strategia Indian była oparta na przekonaniu, że Amerykanie nadal używają powolnych w użyciu karabinów odprzodowych, byli więc zaskoczeni następującymi po sobie seriami strzałów. Mimo to ataki nie ustawały aż do momentu, kiedy z odsieczą przybył oddział z Fortu Kearny, wiodący ze sobą armatę. Wtedy Dakotowie zarządzili odwrót.
Poprzedniego dnia w boju na łące w pobliżu Fortu C.F. Smith mniejsze siły Dakotów zostały pokonane w niemal ten sam sposób.